# Hıdırca, Pehlivanköy
Hıdırca là một xã thuộc huyện Pehlivanköy, tỉnh Kırklareli, Thổ Nhĩ Kỳ. Dân số thời điểm năm 2011 là 240 người.